# 何塞·德·阿科斯塔
何塞·德·阿科斯塔（英語：José de Acosta），（1539年—1600年），文艺复兴时期欧洲神学家之一， 为在秘鲁传教的西班牙帝国耶稣会会士，他用印第安方言写作了一本教义问答，还著有一部有影响的关于新世界动植物的作品《西印度自然和精神的历史》。

## 扩展阅读
- Adovasio, J. M. and David Pedler. "The Peopling of North America." North American Archaeology. Blackwell Publishing, 2005. p. 32.
- Kish, George. .  1. New York: Charles Scribner's Sons: 48. 1970. ISBN 0-684-10114-9.
- Jose de Acosta, S.J. (1540-1600) Pioneer of the Geophysical Sciences（页面存档备份，存于） @Fairfield University